# Semi-onciale
Le terme de demi-onciale ou semi-onciale a été créé par Scipione Maffei dans son ouvrage Istoria diplomatica (Histoire de la diplomatique, Mantoue, 1727), pour désigner ce qui lui paraissait être une forme réduite de l'écriture onciale dans le fameux Codex Basilicanus de Saint Hilaire, lequel alternait des sections entre ces deux types d'écritures. 
Ce terme a continué à être utilisé au milieu du XVIIIe siècle par René Prosper Tassin et Charles-François Toustain.
Malgré son usage durable et courant, le terme de demi-onciale est mal choisi, dans la mesure où il suggère à tort que cette écriture dérive directement de l'onciale. En fait, la parenté est indirecte, les deux écritures partagent des traits qu'elles ont hérités de leur source commune.

## Histoire

Relations simplifiées entre les différentes formes d'écritures manuscrites.

De même que l'onciale, la demi-onciale est dérivée de la cursive romaine, mais ne s'est individualisée que plus tardivement. Ses premières apparitions datent du IIIe siècle, et elle est restée en usage jusqu'à la fin du VIIIe siècle.
Les écritures nationales développées après la chute de l’Empire romain (lombarde, wisigothique, mérovingienne, insulaire, etc.) sont principalement issues de l'onciale, ou de la semi-onciale pour les écritures insulaires (irlandaise et anglo-saxonne).
Les premiers textes utilisant la demi-onciale furent des transcriptions d'auteurs païens et de textes juridiques romains ; et à partir du VIe siècle elle fut également utilisée en Afrique et en Europe (moins fréquemment dans les centres insulaires) pour transcrire des textes chrétiens.
Par la suite, la minuscule caroline s'inspire de l'écriture onciale et demi-onciale tout en intégrant des éléments de l'écriture insulaire utilisée en Grande-Bretagne et en Irlande.

## Formes semi-onciales
On peut noter ces quelques traits caractéristiques de la semi-onciale :
- le a est généralement arrondi en ɑ, parfois légèrement ouvert au sommet ;
- le b et le d ont des hampes verticales identiques à celles des formes modernes ;
- le g a un sommet plat, ne boucle pas, et a une jambe inférieure courbée, évoquant l'aspect général d'un 5 ;
- le t a une hampe arrondie en ꞇ ;
- le n, le r et le s sont similaires aux formes onciales (et présentent les mêmes différences par rapport aux tracés modernes) ;

Les lettres a, g, r, et s prennent des formes remarquablement voisines de celles de la cursive romaine.